# Johanna Asplund
Anna Lena Johanna Asplund, född 21 september 1981 i Robertsfors församling, Västerbottens län, är en svensk basist och musiker i Sahara Hotnights. Hennes äldre syster Jennie Asplund spelar gitarr i bandet. Båda systrarna kommer från Robertsfors i Västerbotten. Johanna Asplund turnerade med Love Antell på hans turné Barn av Amerika 2015.